# Синио
Сѝнио (на италиански: Sinio; на пиемонтски: Sin-i, Син-и) е село и община в Северна Италия, провинция Кунео, регион Пиемонт. Разположено е на 357 m надморска височина. Населението на общината е 525 души (към 2010 г.).